# 竹原義二
竹原義二 （たけはら よしじ、1948年 - ）は、日本の建築家。徳島県生まれ。無有建築工房主宰。2000-2013 大阪市立大学大学院生活科学研究科・生活科学部教授。2015-2019 摂南大学理工学部建築学科教授。関西を代表する住宅建築家の一人。

## 経歴
1972年 大阪工業大学短期大学部建築学科卒業。大阪市立大学富樫研究室を経て、石井修 (建築家)の美建・設計事務所に勤務。1978年 無有建築工房設立。
1984年 大阪建築コンクール渡辺節賞。 1991年 大阪建築コンクール大阪府知事賞。2000年 大阪市立大学生活科学研究科・生活科学部教授。2015年 摂南大学理工学部建築学科教授。「海椿葉山」「美乃里」で、グッドデザイン賞2000。受賞歴はほかに村野藤吾賞、日本建築学会賞教育賞、日本建築学会賞著作賞、都市住宅学会業績賞、こども環境学会賞など多数。また、日本建築家協会関西建築家新人賞、大阪建築コンクール、木の家設計グランプリ、ケイミュー施工事例コンテスト、京都建築学生之会合同卒業設計展「Diploma× KYOTO」など多数の審査委員長を務めた。
TOTO「ギャラリー・間」で「竹原義二 素の建築」が開催された。
おもな作として 「深谷の家」「北畠の家」「蔵宿いろは」「松茂町第二体育館」「101番目の家」「鶴の里の家」「あけぼのほりえこども園」など。